# Martin Beversluis
Martin Beversluis (Vlaardingen, 26 juni 1972) is een Tilburgse dichter-performer. Hij is sinds 30 augustus 2015 de zevende stadsdichter van Tilburg.  
Beversluis woont tot zijn achttiende in Vlaardingen. Zijn lagere schoolopleiding krijgt hij op 'Open Vensters'. Vanaf 1984 gaat hij naar de Christelijke Scholengemeenschap 'Groen van Prinsterer' waar hij in 1990 een havo-diploma weet te bemachtigen.
Na een verloren jaar in Den Haag verhuist Beversluis naar Tilburg om aan de 'Academie voor Journalistiek en Voorlichting' te studeren. Tijdens deze studie geeft Martin Beversluis in 1995 zijn eerste dichtbundel 'De Zeisloper' uit in eigen beheer. De tweede bundel 'Voltooi in mij' verschijnt in 1996 bij Stichting Raamwerk Eindhoven.
Sinds 30 augustus is hij de zevende stadsdichter van Tilburg. Bij zijn installatie verscheen ook  meteen zijn nieuwe bundel 'Meandertaler' bij uitgeverij Blikvorm. Dat maakt Beversluis de eerste stadsdichter in Nederland en Vlaanderen die al bij zijn installatie een dichtbundel presenteert.

## Samenwerkingen
Vanaf 1997 tot 2007 speelt Beversluis als dichter in de Tilburgse band Listening Principles (LP). Met LP brengt Beversluis in eigen beheer twee dichtbundels-met-ingebouwde-CD uit: 'Kijken voorbij hoe de tijd gaat' (1998) en 'Week' (2000).
Vanaf 2003 werkt Martin Beversluis samen met beeldend kunstenaar John Dohmen. De vruchten van deze samenwerking verschijnen tussen 2003 en 2007 wekelijks op de website van Cultureel Brabant. In 2007 komt zowel aan de samenwerking met LP, als aan de samenwerking met John Dohmen een einde.

## Poetry Slam
Vanaf 2007 is Martin Beversluis succesvol actief in de Nederlandse Poetry Slam. In 2009 wint hij de eerste jaarfinale van de Cityslam in Venlo, wat Beversluis een ticket voor het Nederlands Kampioenschap Poetry Slam oplevert. Bij dat kampioenschap wordt Martin Beversluis zevende. In 2011 wint Beversluis de laatste jaarfinale van Slamersfoort, waardoor hij in 2011 in de Halve finale van het Nederlands Kampioenschap Poetry Slam staat.
In 2011 verschijnt bovendien de bundel 'Talisman' bij de Tilburgse uitgeverij teleXpress. En in 2012 verschijnt de minibundel 'Tijdreis' bij stichting Literair Station Venlo.
Naast deelnemer aan is Martin Beversluis ook organisator van Poetry Slams. Hij heeft diverse slams georganiseerd in Tilburg en Vlaardingen, en is tegenwoordig samen met Daan Taks organisator van de Tilburgse Podiumvlees Poetry Slam.